# Midob (volk)
De Midob zijn een volk dat in de omgeving van de stad Malha in de Soedanese provincie Noord-Darfoer woont. Ze spreken het tot de Nubische talen behorende Midob. Hun aantal wordt geschat op ongeveer 188.000.
Het zijn van oudsher semi-nomadische schaap- en geitenherders wiens leefgebied ten noordoosten van de Berti ligt. Vanwege langdurige periodes van droogte trokken veel Midob vanaf de jaren tachtig naar het zuiden en de steden in. Ze waren minder succesvol in het vinden van banen en handelscontacten dan de naburige Zaghawa, die tegelijkertijd migreerden.